# Kap Atholl
Kap Atholl är en udde i Grönland (Kungariket Danmark).   Den ligger i kommunen Qaasuitsup, i den nordvästra delen av Grönland, 1 500 km nordväst om huvudstaden Nuuk.
Terrängen inåt land är huvudsakligen kuperad, men österut är den platt. Havet är nära Kap Atholl västerut.  Det finns inga samhällen i närheten. Trakten runt Kap Atholl består i huvudsak av gräsmarker.